# The Hand of God
The Hand of God (Originaltitel: È stata la mano di Dio, dt.: „Die Hand Gottes“) ist ein italienischer Spielfilm von Paolo Sorrentino aus dem Jahr 2021. In dem Drama verarbeitete der Regisseur seine eigene Jugend in Neapel der 1980er-Jahre, die von einem familiären Schicksalsschlag überschattet wurde. Das Werk wurde wiederholt als persönlichster Film Sorrentinos angepriesen.
Im Jahr seiner Veröffentlichung wurde The Hand of God im Wettbewerb der 78. Internationalen Filmfestspiele von Venedig uraufgeführt und dort mit mehreren Preisen ausgezeichnet. Im Jahr 2022 wurde das Werk für einen Oscar in der Kategorie Bester internationaler Film nominiert und gewann die wichtigsten italienischen Filmpreise David di Donatello und Nastro d’Argento.

## Handlung
Neapel, in den 1980er-Jahren: Der schüchterne, 17-jährige Fabietto wächst mit seinen älteren Geschwistern Marchino und Daniela in einem lebhaften und exzentrischen Umfeld auf. Er besucht das humanistische Gymnasium, begeistert sich für den hiesigen Fußballklub SSC Neapel und liebäugelt mit einem Studium der Philosophie. Vater Saverio ist Bankdirektor, seine Mutter Maria ist Hausfrau und treibt gerne Späße. Bruder Marchino studiert an der Universität, träumt aber von einer Karriere als Filmschauspieler. Er besucht u. a. erfolglos mit Fabietto ein Casting zum neuen Fellini-Film. Schwester Daniela verbringt die meiste Zeit des Tages im Bad. Oft trifft sich die Familie mit der übrigen Verwandtschaft, wo aus Spaß Gehässigkeiten ausgetauscht werden.
Eine Faszination auf Fabietto und Marchino übt ihre attraktive Tante Patrizia aus. Sie droht an ihrer Kinderlosigkeit zu zerbrechen und ist ihrem eifersüchtigen Ehemann Franco oft untreu. Als Fabiettos Mutter eines Tages erneut einen heftigen Streit zwischen dem Paar schlichten soll, berichtet Patrizia vom angeblichen Treffen mit einem vornehmen älteren Herrn in einem heruntergekommenen Palazzo. Dieser hätte sich ihr als San Gennaro, Schutzpatron der Stadt, offenbart und angeboten ihre Kinderlosigkeit zu heilen. Ebenfalls soll ein kleiner Mönch anwesend gewesen sein. Fabietto nimmt seiner Tante als einziger die Geschichte ab.
Auch in der Ehe von Fabiettos Eltern kriselt es. Vater Saverio hat ein Kind mit einer Geliebten gezeugt. Die verzweifelte Maria erfährt davon und setzt ihren Mann für einige Tage kurzerhand vor die Tür. Als die Eltern ein neu erworbenes Feriendomizil in den Bergen beziehen, kommen sie durch eine fehlkonstruierte Kohlenmonoxid-Abluft ums Leben. Fabietto entgeht der Tragödie, da ihm sein Vater nach der Verpflichtung des argentinischen Weltklassespielers Maradona eine Dauerkarte für die Spiele des SSC Neapel geschenkt hatte.
Fabietto erleidet in der Folge einen Nervenzusammenbruch und hadert mit seinem Schicksal. Er beginnt sich für das Theater und den Filmregisseur Antonio Capuano zu interessieren. Mehrfach besucht er Tante Patrizia, die in der Zwischenzeit in die Psychiatrie eingewiesen wurde, und verliert seine Unschuld an eine verwitwete, ältere Baronessa aus der Nachbarschaft. Auch freundet sich Fabietto mit dem Schmuggler Armando an, mit dem er einen Kurzaufenthalt auf Capri verbringt. Dort begegnen ihm Adnan Kashoggi und Lamia Biancolini. Einen Urlaub mit seinem Bruder auf Stromboli bricht Fabietto ab. Marchino hat aufgrund fehlender Ausdauer seine Schauspielambitionen aufgegeben und genießt lieber den Sommer mit seiner Freundin.
Durch Armando, der im Gefängnis landet, als auch durch die zufällige Begegnung mit Capuano erhält Fabietto den Hinweis, dass er als Waise „frei“ sei. Durch das Zusammentreffen mit dem Filmregisseur kann er seine Wut darüber artikulieren, dass er die Leichen seiner Eltern nach ihrem Unfalltod im Krankenhaus nicht sehen durfte. Obwohl Capuano ihm rät, in Neapel zu bleiben, bricht er mit dem Zug nach Rom auf, um Filmregisseur zu werden. Kurz vor Trastevere erscheint ihm auf einem Bahnsteig der kleine Mönch aus Patrizias Erzählung, der sich als Kind entpuppt. Patrizia hatte Fabietto zuvor von einer erfolglosen Schwangerschaft berichtet. Gleichzeitig wird in Neapel die erste Meisterschaft des SSC gefeiert. Durch den Lärm auf den Straßen aufgeschreckt, verlässt Daniela erstmals das Bad und beginnt zu weinen.

## Entstehungsgeschichte

### Autobiografischer Hintergrund

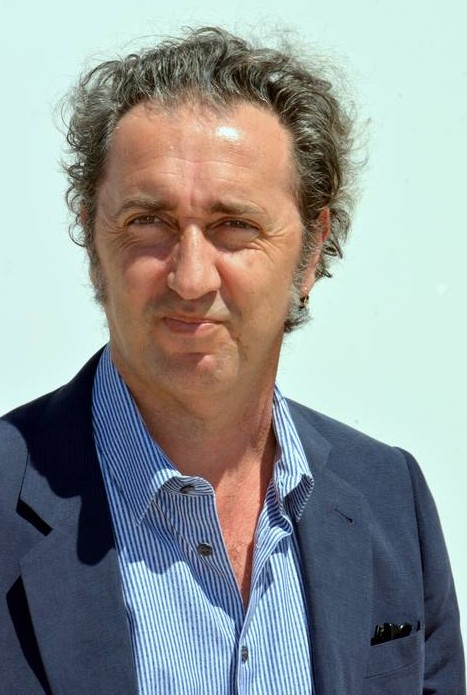
Paolo Sorrentino (2017)

Für Paolo Sorrentino ist The Hand of God der neunte Kinospielfilm, bei dem er Regie führte. Auch verfasste er das Drehbuch und trat als Koproduzent auf. Anfang Juli 2020 machte er das Projekt öffentlich. Sorrentino bezeichnete das Werk als seinen bis dahin „intimsten und persönlichsten Film“ sowie als „heitere und schmerzhafte Coming-of-Age-Geschichte“.
Sorrentino ist selbst in Neapel als Sohn eines Bankdirektors geboren und aufgewachsen. Im Jahr 1986 rettete ihm eigenen Angaben zufolge der geplante Besuch eines Fußballspiels das Leben. Seinem Idol Diego Maradona (1960–2020) sollte er immer wieder Bewunderung zollen (u. a. in seiner Dankesrede bei der Oscarverleihung 2014, wo sein Film La Grande Bellezza – Die große Schönheit preisgekrönt wurde). Im Alter von 16 Jahren erlaubten ihm seine Eltern erstmals eine Partie seines Heimatvereins SSC Neapel zu besuchen, für den Maradona spielte. Sorrentino wollte dafür zum Serie-A-Auswärtsspiel gegen den FC Empoli reisen, während sein Vater und seine Mutter ein Sommerhaus in Roccaraso bezogen. Normalerweise hätte er seine Eltern bei dem Ausflug in die Berge begleiten sollen. Während diesem erstickten Vater und Mutter im Schlaf aufgrund eines Gaslecks in ihrem dort bezogenen Ferienhaus. (anderen Quellen zufolge starben die Eltern bei einem Autounfall). Ein Tag nach Abreise der Eltern wurde der junge Sorrentino zu Hause in Neapel vom Pförtner über den Unfalltod der Eltern informiert.

### Reaktion Maradonas und Dreharbeiten
Sorrentino hatte bereits zuvor einen Maradona-Doppelgänger in seinem Film Ewige Jugend (2015) auftreten lassen. Da der Titel The Hand of God (dt.: „Die Hand Gottes“) an das berühmte Tor Maradonas während der Fußball-Weltmeisterschaft 1986 erinnert, ließ der Argentinier noch zu Lebzeiten von seinem Anwalt juristische Schritte gegen Sorrentino und die laufende Produktion prüfen. Ohne Maradonas Genehmigung war u. a. ein Bild von ihm verwendet worden.

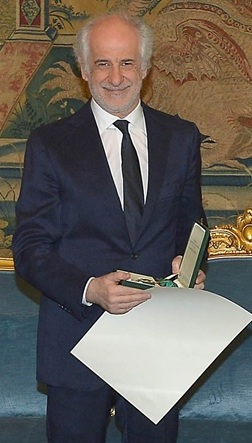
Für Schauspieler Toni Servillo ist The Hand of God die achte Zusammenarbeit mit Sorrentino.

Die Dreharbeiten begannen im August 2020 in Neapel, wo Sorrentino erstmals seit seinem Debütfilm L’uomo in più (2001) wieder gedreht hatte. Daher bezeichnete er The Hand of God auch als eine Art Heimkehr. L’uomo in più handelte von zwei alternden Männern, die nach erfolgreicher Karriere als Entertainer bzw. Fußballprofi den sozialen Abstieg erleben. Weitere Drehorte für The Hand of God waren im September desselben Jahres die Insel Stromboli sowie später die Amalfiküste. Produziert wurde der Film gemeinsam mit Lorenzo Mieli (The Apartment Pictures), der mit Sorrentino auch an der Serie The New Pope (2019–2020) zusammengearbeitet hatte. Ebenso wurde sein bevorzugter Darsteller Toni Servillo verpflichtet, den er schon in seinem Erstlingswerk L’uomo in più eine der Hauptrollen anvertraut hatte. Die Hauptrolle des Fabietto erhielt der ebenfalls in Neapel aufgewachsene Nachwuchsschauspieler Filippo Scotti. Sorrentino arbeitete erneut mit Filmkomponist Lele Marchitelli und Editor Cristiano Travaglioli zusammen. Daria D’Antonio wurde erstmals vom Regisseur als alleinverantwortliche Kamerafrau eingesetzt. Sie hatte zuvor Sorrentinos bevorzugtem Kameramann Luca Bigazzi bei den Aufnahmen an La Grande Bellezza – Die große Schönheit unterstützt.
Sorrentino gab kurz vor der Premiere des Films an, er habe mit The Hand of God stilistisch versucht, die Fallen einer konventionell inszenierten Autobiografie zu umgehen. Statt „Übertreibung, Opferrolle, Mitleid, Mitgefühl und Nachsicht gegenüber Schmerzen“ legte er Wert auf „eine einfache, spärliche und essentielle Inszenierung“. Dies habe er mit dem Einsatz von einer „neutral“ und „nüchtern“ gehaltenen Filmmusik und Kameraarbeit versucht.

„Der Apparat der Kinematographie wird einen Schritt zurücktreten, um das Leben dieser Jahre sprechen zu lassen, so wie ich sie in Erinnerung habe, wie ich sie erlebte, gefühlt habe. Einfach ausgedrückt ist dies ein Film über Sensibilität. Und über allem, so nah und doch so fern, schwebt Maradona, dieses gespenstische Idol, 1,50 m, das das Leben aller in Neapel zu nähren schien, zumindest meines.“

## Veröffentlichung und Rezeption

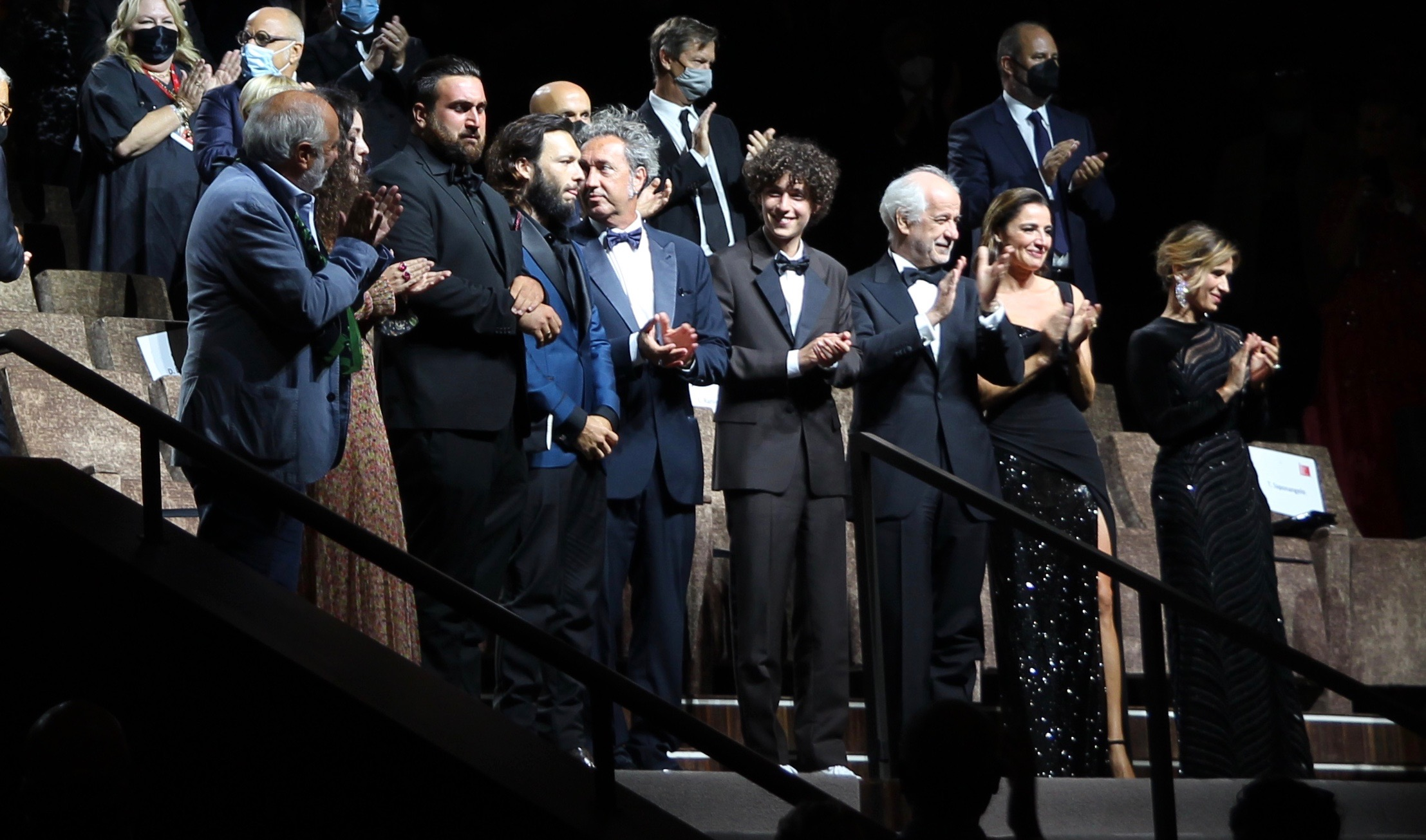
Das Filmteam bei der Premiere in Venedig (2021)

Ein erster Trailer wurde am 19. August 2021 veröffentlicht. Netflix bewarb den Film in der offiziellen Inhaltsangabe erneut als „persönlichste Geschichte“ Sorrentinos, sowie als „eine Geschichte über Schicksal und Familie, Sport und Kino, Liebe und Verlust“.
Der Film wurde am 2. September 2021 beim 78. Filmfestival von Venedig uraufgeführt.
Dietmar Dath (Frankfurter Allgemeine Zeitung) gefiel der Film ebenso wenig wie die ebenfalls im Wettbewerb befindliche Satire Competencia oficial, mit der er The Hand of God verglich. Dennoch räumte er Sorrentino Preischancen um den Goldenen Löwen ein. Der virtuose Regisseur sei „sich seiner Sache zu sicher“ und könne sein Können nicht zügeln. Sorrentino verschwende „Tricks, Pointen, Schönheiten, Albernes“ und schmeiße „mit Haltungen um sich, die leider als Scherze desto unplausibler werden, je beliebiger sie den Menschen angepappt sind, die durch den Film tanzen“, so Dath. Als „Peinlichkeit“ empfand er eine Szene, in der eine junge Schauspielerin in aller Öffentlichkeit von einem Regisseur zusammengestaucht wird.
Susan Vahabzadeh (Süddeutsche Zeitung) kritisierte, dass in The Hand of God „die Gegenwart keinen Platz“ fände, im Gegensatz zur Vergangenheit oder Zukunft. Sie lobte die Eingangssequenz als „grandios“ und bemerkte, dass Sorrentino „wie immer, einen Haufen skurriler Ideen“ hätte. Die Figuren der Eltern seien „herrlich“ und der Film sei „wundervoll anzusehen“, aber man finde „eben viel über Sorrentino heraus und wenig über die restliche Welt“.
Vahabzadehs Kollege Tobias Kniebe hingegen bezeichnete The Hand of God in der Süddeutschen Zeitung als „wunderschöne filmische Autobiografie“ voller „wilde[r], herrlicher[r] Geschichten“, so widersprüchlich und rätselhaft, „wie das Leben eben manchmal spielt.“
Netflix erwarb die Rechte an The Hand of God. Der Film sollte in ausgewählten Kinos veröffentlicht werden und ab 15. Dezember 2021 ins Programm des Streaminganbieters aufgenommen.

## Deutsche Synchronfassung
Die deutsche Synchronbearbeitung entstand bei den Eclair Studios Germany in Berlin. Angelika Brötzmann schrieb das Dialogbuch, Susanna Bonasewicz führte Dialogregie.
| Darsteller             | Deutscher Sprecher | Rolle             |
| ---------------------- | ------------------ | ----------------- |
| Filippo Scotti         | Nicolas Rathod     | Fabietto Schisa   |
| Toni Servillo          | Bernd Vollbrecht   | Saverio Schisa    |
| Teresa Saponangelo     | Marion Musiol      | Maria Schisa      |
| Marlon Joubert         | Raúl Richter       | Marchino Schisa   |
| Betti Pedrazzi         | Sonja Deutsch      | Baronessa Focale  |
| Renato Carpentieri     | Axel Lutter        | Alfredo           |
| Luisa Ranieri          | Aline Staskowiak   | Patrizia          |
| Biagio Manna           | Valentin Stilu     | Armando           |
| Ciro Capano            | Frank Röth         | Antonio Capuano   |
| Massimiliano Gallo     | Sven Gerhardt      | Franco            |
| Carmen Pommella        | Anna Dramski       | Annarella         |
| Franco Pinelli         | Tobias Lelle       | Albertino         |
| Monica Nappo           | Susanna Bonasewicz | Silvana           |
| Dora Romano            | Margot Rothweiler  | Signora Gentile   |
| Alessandro Bressanello | Alexander Hauff    | Aldo              |
| Mimma Lovoi            | Almut Zydra        | Nenella           |
| Roberto De Francesco   | Wolfgang Wagner    | Geppino           |
| Birte Berg             | Sabina Trooger     | Graziella Pichler |
| Sofya Gershevich       | Esra Vural         | Yulia             |
| Rossella Di Lucca      | Ronja Peters       | Daniela Schisa    |
| Antonella Morea        | Frauke Poolman     | Austera           |
| Enzo Decaro            | Kaspar Eichel      | San Gennaro       |
| Viviana Cangiano       | Ilka Teichmüller   | Luisella          |

## Auszeichnungen
Für The Hand of God erhielt Sorrentino seine erste Einladung in den Wettbewerb um den Goldenen Löwen, den Hauptpreis des Filmfestivals von Venedig. Dort hatte das Werk gegenüber dem französischen Beitrag Das Ereignis von Audrey Diwan das Nachsehen, wurde aber mit dem zweitwichtigsten Preis, dem Silbernen Löwen – Großer Preis der Jury, ausgezeichnet. Bis ins Jahr 2022 wurde The Hand of God für mehr als 80 weitere internationale Film- und Festivalpreise nominiert, darunter ein Oscar, drei Europäische Filmpreise und ein Golden Globe Award. Die Produktion gewann mehr als 20 Auszeichnungen, darunter in Italien die wichtigen Filmpreise David di Donatello und Nastro d’Argento.
| Filmpreis (Auswahl)               | Kategorie                                            | Preisträger/ Nominierte                                                        | Resultat  |
| --------------------------------- | ---------------------------------------------------- | ------------------------------------------------------------------------------ | --------- |
| British Academy Film Awards 2022  | Bester nicht-englischsprachiger Film                 | Paolo Sorrentino, Lorenzo Mieli                                                | Nominiert |
| British Academy Film Awards 2022  | Bestes Casting                                       | Massimo Appollonii, Annamaria Sambucco                                         | Nominiert |
| Critics’ Choice Movie Awards 2022 | Bester fremdsprachiger Film                          | Italien                                                                        | Nominiert |
| David di Donatello 2022           | Bester Film                                          | Paolo Sorrentino                                                               | Gewonnen  |
| David di Donatello 2022           | Beste Regie                                          | Paolo Sorrentino                                                               | Gewonnen  |
| David di Donatello 2022           | Beste Nebendarstellerin                              | Teresa Saponangelo                                                             | Gewonnen  |
| David di Donatello 2022           | Beste Kamera                                         | Daria D’Antonio                                                                | Gewonnen  |
| David di Donatello 2022           | Preis der Jugendjury                                 | Paolo Sorrentino                                                               | Gewonnen  |
| David di Donatello 2022           | Bestes Originaldrehbuch                              | Paolo Sorrentino                                                               | Nominiert |
| David di Donatello 2022           | Bester Hauptdarsteller                               | Filippo Scotti                                                                 | Nominiert |
| David di Donatello 2022           | Bester Nebendarsteller                               | Toni Servillo                                                                  | Nominiert |
| David di Donatello 2022           | Beste Nebendarstellerin                              | Luisa Ranieri                                                                  | Nominiert |
| David di Donatello 2022           | Bester Produzent                                     | Paolo Sorrentino, Lorenzo Mieli                                                | Nominiert |
| David di Donatello 2022           | Bestes Szenenbild                                    | Carmine Guarino                                                                | Nominiert |
| David di Donatello 2022           | Beste Kostüme                                        | Mariano Tufano                                                                 | Nominiert |
| David di Donatello 2022           | Bestes Maskenbild                                    | Vincenzo Mastrantonio                                                          | Nominiert |
| David di Donatello 2022           | Bester Schnitt                                       | Cristiano Travaglioli                                                          | Nominiert |
| David di Donatello 2022           | Bester Ton                                           | Emanuele Cecere, Francesco Sabez, Silvia Moraes, Mirko Perri, Michele Mazzucco | Nominiert |
| David di Donatello 2022           | Beste visuelle Effekte                               | Rodolfo Migliari                                                               | Nominiert |
| Europäischer Filmpreis 2021       | Bester Film                                          | Paolo Sorrentino, Lorenzo Mieli                                                | Nominiert |
| Europäischer Filmpreis 2021       | Beste Regie                                          | Paolo Sorrentino                                                               | Nominiert |
| Europäischer Filmpreis 2021       | Bestes Drehbuch                                      | Paolo Sorrentino                                                               | Nominiert |
| Golden Globe Awards 2022          | Bester fremdsprachiger Film                          | Italien                                                                        | Nominiert |
| Nastro d’Argento 2022             | Bester Film                                          | Paolo Sorrentino, Lorenzo Mieli                                                | Gewonnen  |
| Nastro d’Argento 2022             | Beste Hauptdarstellerin                              | Teresa Saponangelo                                                             | Gewonnen  |
| Nastro d’Argento 2022             | Beste Nebendarstellerin                              | Luisa Ranieri                                                                  | Gewonnen  |
| Nastro d’Argento 2022             | Beste Kamera                                         | Daria D’Antonio                                                                | Gewonnen  |
| Nastro d’Argento 2022             | Bestes Casting                                       | Annamaria Sambucco, Massimo Appolloni                                          | Gewonnen  |
| Nastro d’Argento 2022             | Guglielmo-Biraghi-Preis                              | Filippo Scotti                                                                 | Gewonnen  |
| Nastro d’Argento 2022             | Beste Regie                                          | Paolo Sorrentino                                                               | Nominiert |
| Nastro d’Argento 2022             | Bestes Drehbuch                                      | Paolo Sorrentino                                                               | Nominiert |
| Nastro d’Argento 2022             | Bestes Szenenbild                                    | Carmine Guarino                                                                | Nominiert |
| Nastro d’Argento 2022             | Beste Kostüme                                        | Mariano Tufano                                                                 | Nominiert |
| Nastro d’Argento 2022             | Bester Schnitt                                       | Cristiano Travaglioli                                                          | Nominiert |
| Nastro d’Argento 2022             | Beste Filmmusik                                      | Lele Marchitelli                                                               | Nominiert |
| Nastro d’Argento 2022             | Bester Ton                                           | k. A.                                                                          | Nominiert |
| Newport Beach Film Festival 2021  | Bester internationaler Film (Publikumspreis)         | Paolo Sorrentino                                                               | Gewonnen  |
| Oscarverleihung 2022              | Bester internationaler Film                          | Italien                                                                        | Nominiert |
| Robert 2022                       | Bester nicht-englischsprachiger Film                 | Italien                                                                        | Nominiert |
| Satellite Awards 2021             | Bester internationaler Film                          | Italien                                                                        | Nominiert |
| Filmfestival von Venedig 2021     | Goldener Löwe – Bester Film                          | Paolo Sorrentino                                                               | Nominiert |
| Filmfestival von Venedig 2021     | Silberner Löwe – Großer Preis der Jury               | Paolo Sorrentino                                                               | Gewonnen  |
| Filmfestival von Venedig 2021     | Marcello-Mastroianni-Preis                           | Filippo Scotti                                                                 | Gewonnen  |
| Filmfestival von Venedig 2021     | Pasinetti-Preis – Bester Darsteller                  | Toni Servillo                                                                  | Gewonnen  |
| Filmfestival von Venedig 2021     | Pasinetti-Preis – Beste Darstellerin                 | Teresa Saponangelo                                                             | Gewonnen  |
| Filmfestival von Venedig 2021     | ARCA CinemaGiovani (Bester italienischer Film)       | Paolo Sorrentino                                                               | Gewonnen  |
| Filmfestival von Venedig 2021     | Nuovoimaie Talent Award – Bester Nachwuchsdarsteller | Filippo Scotti                                                                 | Gewonnen  |
| Filmfestival von Venedig 2021     | Signis Award – Lobende Erwähnung                     | Filippo Scotti                                                                 | Gewonnen  |
| Filmfestival von Venedig 2021     | Premio Unimed                                        | Paolo Sorrentino                                                               | Gewonnen  |